# Islas Wollaston
Islas Wollaston är öar i Chile.   De ligger i regionen Región de Magallanes y de la Antártica Chilena, i den södra delen av landet, 2 500 km söder om huvudstaden Santiago de Chile.
Trakten runt Islas Wollaston består i huvudsak av gräsmarker.